# Mr. Eko
(Mr. Eko a John Locke)
Mr. Eko è un personaggio della serie televisiva Lost, interpretato da Adewale Akinnuoye-Agbaje. È uno dei sopravvissuti della sezione di coda dell'aereo del volo Oceanic 815. Si unisce al gruppo dei sopravvissuti della sezione centrale nella seconda stagione.

## Biografia

### Prima dello schianto
Nato in Nigeria, Mr. Eko ha da sempre badato al fratello minore, Yemi, col quale viveva in un piccolo villaggio. Durante un raid di guerriglieri in cerca di reclute a Yemi viene ordinato di sparare ad un anziano. Eko si frappone e uccide lui stesso il vecchio, per far sì che quell'esperienza non toccasse al fratello. I guerriglieri portano quindi via Eko, che diventa uno di loro mentre il fratello diventerà prete. Dopo diverso tempo Eko torna al villaggio chiedendo al fratello di aiutarlo a contrabbandare dell'eroina che ha nascosto dentro delle statue raffiguranti la Madonna. Al rifiuto di Yemi di firmare il documento che permetterebbe a Eko e ai suoi di apparire come preti, questi minaccia di bruciare la chiesa.
Quando Eko e i suoi uomini si preparano a partire con l'aereo carico di statuette piene di eroina, arrivano dei militari avvisati da Yemi, che cerca di persuadere il fratello a non opporre resistenza, ma senza successo. Durante lo scontro a fuoco che ne segue Yemi, che si trova sull'aereo in partenza, viene ferito mortalmente e impedisce a Eko di partire. I soldati scambiano Eko per Yemi e lo riconducono al villaggio. Qui Eko, che si sente colpevole per la morte del fratello, ne assume il ruolo di prete.
Tempo dopo i guerriglieri con cui Yemi aveva stretto un patto arrivano al villaggio: prenderanno l'80% dei vaccini appena arrivati per lasciare in pace gli abitanti. Eko li fronteggia e uno di questi tenta di tagliargli le mani, a questo punto Eko si ribella e li uccide tutti. In seguito a questo avvenimento la chiesa viene sconsacrata e Eko è costretto a lasciare il villaggio.
Su richiesta di un superiore, a Eko viene chiesto di investigare su un presunto miracolo di una ragazza morta annegata e tornata in vita. Il padre della ragazza liquida la questione dando la colpa all'incapacità di chi aveva certificato la morte. Quando Eko si trova all'aeroporto in procinto di imbarcarsi sul volo 815 della Oceanic Airlines incontra la ragazza su cui stava investigando, che gli dice di aver visto Yemi quando si trovava tra questa e l'altra vita e che il fratello lo invitava ad avere fede.

### Dopo lo schianto
Dopo lo schianto, Mr. Eko si ritrova nell'oceano con gli altri sopravvissuti della sezione di coda, a poca distanza dalla spiaggia. Già nella prima notte passata sull'isola, i sopravvissuti vengono attaccati dagli Altri, che sequestrano alcune persone. Eko, destinato al sequestro anche lui, riesce a scamparla, uccidendo due uomini. A causa dei sensi di colpa, però, rimarrà in silenzio per i seguenti 40 giorni.
In Alla deriva, Eko si imbatte in Jin-Soo Kwon, James "Sawyer" Ford e Michael Dawson e, inconsapevole della loro provenienza, li rinchiude in una fossa. Appurata la loro innocenza, il gruppo si dirige verso i sopravvissuti della fusoliera.
In Il salmo 23, Eko scopre una statuetta della Madonna in possesso di Charlie, così gli chiede di farsi portare al Beechcraft dove l'ha trovata, cosciente di potervi trovare il cadavere del fratello Yemi. Eko e Charlie decidono di bruciare l'aereo, recitando il Salmo 23 davanti alle fiamme. Nel cinquantesimo giorno sull'isola, battezza Aaron Littleton e sua madre Claire. Quando scopre che gli altri sopravvissuti hanno catturato uno degli Altri, Henry Gale, chiede di potergli parlare da solo: gli confesserà di aver ucciso lui i due uomini della sua gente la notte dello schianto e gli mostrerà il suo cordoglio. Dopo questa confessione, Eko inizierà a costruire una chiesa sulla spiaggia con l'aiuto di Charlie. In sogno, Ana Lucia e Yemi gli dicono di aiutare Locke, così i due si avventurano nella giungla fino a trovare la stazione Perla. Lì vi sono posti alcuni monitor, in uno dei quali riescono a vedere Jack nel Cigno. Eko e Locke guardano il filmato di orientamento, che spiega che il compito della stazione è quello di osservare le reazioni psicologiche di individui convinti di effettuare delle operazioni importanti. Nonostante il disaccordo di Locke, Mr. Eko crede che premere il pulsante del Cigno ogni 108 minuti sia davvero importante. Successivamente, Eko deciderà di trasferirsi nel Cigno per continuare a premere il bottone. John proverà ad impedirgli di premere il bottone, ma Eko lo sopraffarà con la forza per continuare nel suo intento. Nel finale della seconda stagione, Locke e Desmond, con uno stratagemma riusciranno a chiudere fuori dal Cigno Eko, per far terminare il countdown, ma quest'ultimo fa saltare in aria la porta con alcuni candelotti presi dentro la Roccia Nera ma, nonostante i suoi sforzi, non riesce a premere il pulsante prima che il timer raggiunga lo zero, e la stazione implode.
(Mr. Eko, Il prezzo della vita)
Dopo l'implosione del bunker, Eko viene trascinato da un orso polare all'interno di una caverna; verrà trovato in fin di vita e salvato da Locke, che lo riporta al campo. Nell'episodio della terza stagione, Il prezzo della vita, Eko si sveglia e trova Yemi nella sua tenda, che gli dice che deve confessarsi, dopodiché la sua tenda prende fuoco. Quindi si precipita fuori a cercare il fratello, e si aggrega a Locke, Desmond, Sayid, Nikki e Paulo che stanno dirigendosi alla Perla. Mentre aspetta fuori, compare suo fratello che gli dice di seguirlo, Eko lo segue e quando ormai si sono allontanati dall'aereo dice a Yemi di non essere pentito di quello che ha fatto perché era necessario; Yemi risponde enigmaticamente e fa capire che in realtà non è il suo vero fratello e subito dopo fugge. Eko lo insegue finché non lo perde di vista e al suo posto trova la nube di fumo nero.
A quel punto Eko sembra aver capito quello che sta succedendo, rimane impassibile davanti alla nube, pronunciando il Salmo 23: «Il Signore è il mio pastore, non manco di nulla davanti al Signore». Viene agguantato e sbattuto più volte in terra dalla nube. Quando John e gli altri lo trovano è in fin di vita; l'unica cosa che dice prima di morire è: «I prossimi sarete voi».

## Apparizioni successive
In uno dei flash forward dell'ultimo episodio della quarta stagione, si vede Hurley nella sua stanza all'istituto psichiatrico Santa Rosa che gioca a scacchi apparentemente da solo. Quando Sayid entra per portarlo via, Hurley dice di avere parlato con i morti e muove un ultimo pezzo sulla scacchiera dicendo: "Scacco matto, Mr. Eko."

## Capacità
Prima di diventare un prete, Mr Eko era un famigerato signore della guerra e trafficante di droga della Nigeria. È un abile spacciatore, esperto di sopravvivenza, guerrigliero, combattente e pianificatore.
È in grado di destreggiarsi nella giungla meglio di John Locke ed è stato in grado di uccidere a mani nude tre Altri che avevano cercato di catturarlo. È uno dei pochi fra i sopravvissuti in grado di utilizzare le armi da fuoco.

## Episodi dedicati a Eko
| Stagione | Titolo italiano        | Titolo originale   | Tipo di flash |
| -------- | ---------------------- | ------------------ | ------------- |
| 2        | Gli altri 48 giorni    | The Other 48 Days  | flashback     |
| 2        | Il salmo 23            | The 23rd Psalm     | flashback     |
| 2        | Il punto interrogativo | ?                  | flashback     |
| 3        | Il prezzo della vita   | The Cost of Living | flashback     |